# Common Criteria
Common Criteria for Information Technology Security Evaluation, oftast kallat Common Criteria eller CC, är en internationell standard (ISO/IEC 15408) och metod för utvärdering av säkerheten i IT-produkter och system.